# Mitoc (okręg Botoszany)
Mitoc – wieś w Rumunii, w okręgu Botoszany, w gminie Mitoc. W 2011 roku liczyła 1323 mieszkańców.